# Галикано
Галикано (итал. Gallicano) је насеље у Италији у округу Лука, региону Тоскана.
Према процени из 2011. у насељу је живело 2556 становника. Насеље се налази на надморској висини од 181 м.

## Становништво
| 1936. | 1951. | 1961. | 1971. | 1981. | 1991. | 2001. | 2011. |
| ----- | ----- | ----- | ----- | ----- | ----- | ----- | ----- |
| 4.801 | 5.145 | 4.717 | 4.398 | 4.124 | 3.935 | 3.795 | 3.882 |